# The Fearless Four
The Fearless Four sono stati un gruppo musicale statunitense hip hop ed electro.

## Storia
I Fearless Four nacquero dalle ceneri dei The Houserockers, un duo composto dal rapper Devastating Tito (vero nome Tito Jones) e il disc jockey Master OC (vero nome Oscar Rodriguez Jr.) Ad essi si aggiunsero nuovi membri. Tra questi si può citare il rapper Troy B, ex membro dei Disco Four, i quali erano stati scritturati dalla Profile Records.
Dopo essere entrati nel roster della Enjoy, i Fearless Four pubblicarono Rockin' It del 1981, che cita Die Mensch-Maschine, dei tedeschi Kraftwerk e il film Poltergeist - Demoniache presenze. Rockin' It è la traccia più nota del gruppo e viene oggi considerata un classico del primo hip hop. Dopo aver pubblicato, nello stesso anno, It's Magic, costruita usando un campionamento di Was Dog a Doughnut? di Cat Stevens, i Fearless Four vennero scritturati dalla Elektra, diventando così il primo gruppo rap a venire messo sotto contratto da una major. Nel 1983 pubblicarono Problems of the World, una collaborazione con il rapper Kurtis Blow che viene ricordata per essere il loro secondo singolo di maggiore successo. La formazione continuò a pubblicare altri singoli negli anni ottanta per poi scomparire dalle scene.
Adottando il nome Fearless, la formazione pubblicò il suo unico album in studio Creepin' up on Ya nel 1994. Da quest'ultimo venne estratto un singolo omonimo.

## Formazione
- Devastating Tito – voce
- Mike Ski – voce
- Troy B – voce
- Great Peso – voce
- DLB – voce
- Mighty Mike C – voce
- Master OC – disc jockey
- Krazy Eddie – disc jockey

## Discografia

### Album in studio
- 1994 – Creepin' up on Ya

### Singoli
- 1982 – Rockin' It
- 1982 – It's Magic
- 1983 – Something New
- 1983 – Problems Of The World
- 1983 – Fearless Freestyle
- 1983 – F4000
- 1983 – Just Rock
- 1984 – Dedication
- 1987 – After Tonight
- 1994 – Creepin' up on Ya